# Élisabeth de Gramont
Antoinette Corisande Élisabeth, duquessa de Clermont-Tonnerre, nom de pila: Gramont (23 d'abril de 1875 - 6 de desembre de 1954) fou una escriptora francesa de la primeria del segle xx, molt coneguda per la seua relació lèsbica amb Natalie Clifford Barney, una escriptora estatunidenca. Élisabeth de Gramont es va criar entre l'aristocràcia; quan era una xiqueta, segons Janet Flanner, "els pagesos en la seua granja... li van pregar que no es netejàs les sabates abans d'entrar a les seues cases". Abandonà aquest món de privilegis amb poca recança, i se la va conéixer com la "duquessa vermella" pel seu suport al socialisme.
Fou amiga íntima i, a voltes, crítica, de l'escriptor Marcel Proust, a qui conegué el 9 de juny de 1903 i li va servir d'inspiració per a la seua Madame de Guermantes.

## Trajectòria

### Primers anys
Antonia Corisande Élisabeth de Gramont nasqué el 23 d'abril de 1875 a Nancy, estat francés. Anomenada "Lily", era filla d'Agénor, onzé duc de Gramont, i la seua esposa, la princesa Isabel de Beauvau-Craon. Sa mare va morir en donar-li a llum. El seu pare es tornà a casar amb la rica Marguerite de Rothschild.
Gramont fou educada per a la seua classe social i es casà amb Philibert, duc de Clermont-Tonnerre. Van tenir dues filles.

### Natalie Barney
La duquessa de Clermont-Tonnerre (coneguda com Lily) conegué l'escriptora estatunidenca Natalie Barney en la primavera del 1909; es van fer amants l'1 de maig de 1910, data que celebraven com el seu aniversari. Per ella, Barney no abandonà París durant la Primera Guerra Mundial. Tot i que cap de les dues era fidel a l'altra sexualment, es professaren el seu amor durant tota la vida. Es diu que el marit d'Elisabeth era violent i tirànic, però no n'hi ha confirmació.
La duquessa acceptà les regles de Barney, potser de mala gana al principi, i feu tots els possibles per ser amable amb les altres amants de Barney. Per exemple, la duquessa sempre incloïa Romaine Brooks quan convidava a Barney de vacances. Brooks i Barney començaren una relació sobre 1916, i tant De Gramont com Brooks hagueren de viure amb la infidelitat de Barney. Les tres dones, però, finalment van formar una mena de triangle i es van dedicar l'una a l'altra per la resta de les seues vides.
El 20 de juny de 1918, Barney i De Gramont presentaren un contracte matrimonial "no oficial", però, per a elles, vinculant. Aquest estipulava, en part:
"Després de nou anys de vida juntes, compartim alegries i preocupacions, i confessem les nostres relacions. Perquè la supervivència del vincle que creiem -i desitgem creure- és indestructible, ja que en el seu nivell més baix d'emoció recíproc és la conclusió a la qual s'arriba. La unió, durament provada pel pas dels anys, va fallar doblement la prova de fidelitat en el seu sisé any, i ens mostrà que l'adulteri és inevitable en aquestes relacions en què no hi ha prejudicis, ni religió més que els sentiments, ni lleis més que el desig, incapaces de sacrificis fats que semblen ser la negació de la vida...".
En essència, el contracte consistia a unir-les, almenys en les seues ments; no els exigia, però, que fossen fidels sexualment. Totes dues l'acompliren fins a la mort de la duquessa, el 1954.
Barney li presentà a Gertrude Stein, de la qual es va fer gran amiga. Segons narra Stein en les seues memòries, fou ella qui li proposà que traduís l'Autobiografia d'Alice B. Toklas, a Ser nord-americans. A més a més, des del 1927 Barney feia cada divendres unes trobades per a posar en contacte el treball de les escriptores franceses i anglosaxones amigues seues. Gramont fou una assídua d'aquestes reunions. Entre altres hi conegué a Colette, amb la qual va mantenir una cordial amistat. Fou una de les dones protagonistes de l'Almanac de les dones de Djuna Barnes, al costat d'altres assídues com Dolly Wilde, Radclyffe Hall i la seua companya Una Troubridge, Janet Flanner amb Solita Solano i Mina Loy. El seu personatge era la duquessa Clitoressa.
Va treballar de voluntària en un hospital militar i defensà el comunisme en molts editorials de premsa radical i en discursos públics, per la qual cosa l'anomenaven la "duquessa vermella". Barney hagué d'ajudar-la econòmicament en algunes ocasions.
De Gramont es divorcià de Philibert el 1920.
Va morir a París i és soterrada a Ancy-le-Franc, prop del castell familiar de Clermont-Tonnerre.

## Llibres
- Mémoires d'Élisabeth de Gramont, Grasset, 1929
- Almanach des bonnes chances de France, 1930
- Le Diable chez la marquise, Littéraires, ca; 1938
- Autour de Saint-James, Du Pavois (editors), 1945
- Barbey d'Aurevilly, Grasset, 1946
- Marcel Proust, Flammarion, 1948
- La Famille des Clermont-Tonnerre, Fasquelle, 1950
- La dona i la túnica, La Palatine, París, Ginebra, 1952
- Le Comte d'Orsay i Lady Blessington, 1955
- Souvenirs du monde de 1890 à 1940